# Thom Tillis
Thom Tillis (Jacksonville, 1960. augusztus 30. –) amerikai politikus, szenátor (Észak-Karolina, 2014 – ). A Republikánus Párt tagja.

## Pályafutása
Tillis 1997-ben végezte el a Marylandi Egyetemet, majd tanácsadóként dolgozott. 2003-tól 2005-ig városi tanácsos volt az észak-karolinai Corneliusban. 2007-től 2014-ig az észak-karolinai állami képviselőház tagja volt; 2011-től 2014-ig házelnökként szolgált. A 2014-es választáson bejutott a washingtoni Szenátusba. 2020-ban újraválasztották. Mandátuma 2027. január 3-án jár le, 2025-ben, miután Donald Trump megfenyegette, hogy a következő előválasztáson ellenfelet fog neki állítani, mert nem támogatja politikáját, bejelentette, hogy nem indul 2026-ban.